# Tyler Ardron
Tyler James Ardron (Peterborough, 16 de junio de 1991) es un jugador canadiense de rugby que se desempeña como segunda línea y juega en los Chiefs, franquicia neozelandesa del Super Rugby. Es el capitán de los Canucks.

## Selección nacional
Fue convocado a los Canucks por primera vez en junio de 2012 para enfrentar a las Águilas, rápidamente se convirtió en un jugador regular y más tarde fue nombrado capitán, honor que mantiene actualmente. Hasta el momento lleva 28 partidos jugados y dos tries marcados.

### Participaciones en Copas del Mundo
Participó de Inglaterra 2015 donde Kieran Crowley lo nombró capitán del seleccionado y los canadienses fueron eliminados en la primera fase tras perder todos los partidos.
| Mundial                       | Sede       | Resultado      | PJ | Tries |
| ----------------------------- | ---------- | -------------- | -- | ----- |
| Copa Mundial de Rugby de 2015 | Inglaterra | Fase de grupos | 2  | 0     |

## Palmarés
- Campeón del Canadian Rugby Championship de 2011 y 2012.